# Баллибей

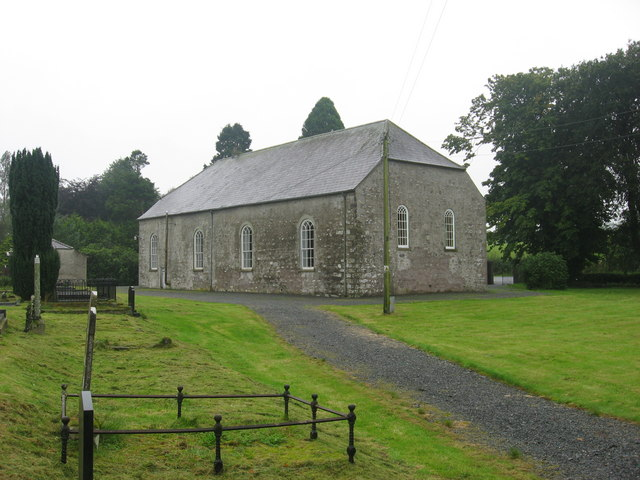
Первая Пресвитерианская церковь

Баллибей (англ. Ballybay; ирл. Béal Átha Beithe (Бел-Аха-Бехе), «устье брода у берёзы») — (малый) город в Ирландии, находится в графстве Монахан (провинция Ольстер).
Железнодорожная станция Баллибея была открыта 17 июля 1854 года, закрыта для пассажиров 14 октября 1957 и окончательно закрыта — 1 января 1960 года.
Томас Мейкем написал о городе песню In the Town of Ballybay.
Город-побратим Баллибея — баварский Остерхофен.

## Демография
Население — 1217 человек (по переписи 2006 года). В 2002 году население составляло 1064 человек. При этом, население внутри городской черты (legal area) было 401, население пригородов (environs) — 816.
Данные переписи 2006 года:
| Общие демографические показатели |               |                               |                               |      |      |
| Всё население                    | Всё население | Изменения населения 2002—2006 | Изменения населения 2002—2006 | 2006 | 2006 |
| 2002                             | 2006          | чел.                          | %                             | муж. | жен. |
| 1064                             | 1217          | 153                           | 14,4                          | 593  | 624  |

В нижеприводимых таблицах сумма всех ответов (столбец «сумма»), как правило, меньше общего населения населённого пункта (столбец «2006»).
| Религия (Тема 2 — 5 : Число людей по религиям, 2006) |             |                |             |            |       |      |
| Католики, чел.                                       | Католики, % | Другая религия | Без религии | не указано | сумма | 2006 |
| 1057                                                 | 86,9        | 112            | 21          | 27         | 1217  | 1217 |

| Этно-расовый состав (Этничность. Тема 2 — 3 : Постоянное население по этническому или культурному происхождению, 2006) |            |              |       |        |        |            |       |       |
| Белые ирландцы | Лухт-шулта | Другие белые | Негры | Азиаты | Другие | Не указано | сумма | 2006  |
| 939 | 2          | 215          | 8     | 6      | 21     | 8          | 1199  | 1217  |
| Доля от всех отвечавших на вопрос, %                                                                                   |            |              |       |        |        |            |       |       |
| 78,3 | 0,2        | 17,9         | 0,7   | 0,5    | 1,8    | 0,7        | 100   | 98,51 |

1 — доля отвечавших на вопрос о языке от всего населения.
| Владение ирландским языком (Тема 3 — 1 : Число людей от 3 лет и старше по способности говорить по-ирландски, 2006) |      |            |       |       |
| Владеете ли Вы ирландским языком?                                                                                  |      |            |       |       |
| Да | Нет  | Не указано | сумма | 2006  |
| 272 | 886  | 20         | 1178  | 1217  |
| Доля от всех отвечавших на вопрос о языке, %                                                                       |      |            |       |       |
| 23,1 | 75,2 | 1,7        | 100   | 96,81 |

1 — доля отвечавших на вопрос о языке от всего населения.
| Использование ирландского языка (Тема 3 — 2 : Говорящие по-ирландски от 3 лет и старше по частоте использования ирландского языка, 2006) |                                                            |                                               |                                               |                                               |                                               |                                               |       |                                     |      |
| Как часто и где Вы говорите по-ирландски?                                                                                                |                                                            |                                               |                                               |                                               |                                               |                                               |       |                                     |      |
| ежедневно, только в образовательных учреждениях                                                                                          | ежедневно, как в образовательных учреждениях, так и вне их | в других местах (вне образовательной системы) | в других местах (вне образовательной системы) | в других местах (вне образовательной системы) | в других местах (вне образовательной системы) | в других местах (вне образовательной системы) | сумма | всего, отвечавших на вопрос о языке | 2006 |
| ежедневно, только в образовательных учреждениях                                                                                          | ежедневно, как в образовательных учреждениях, так и вне их | ежедневно                                     | каждую неделю                                 | реже                                          | никогда                                       | не указано                                    | сумма | всего, отвечавших на вопрос о языке | 2006 |
| 70 | 1                                                          | 0                                             | 9                                             | 80                                            | 105                                           | 7                                             | 272   | 1178                                | 1217 |
| Доля от всех отвечавших на вопрос о языке, %                                                                                             |                                                            |                                               |                                               |                                               |                                               |                                               |       |                                     |      |
| 5,9 | 0,1                                                        | 0,0                                           | 0,8                                           | 6,8                                           | 8,9                                           | 0,6                                           | 23,1  | 100                                 |      |

| Типы частных жилищ (Тема 6 — 1(a) : Число частных домовладений по типу размещения, 2006) |          |         |                 |            |       |      |
| Отдельный дом                                                                            | Квартира | Комната | Переносные дома | не указано | сумма | 2006 |
| 431                                                                                      | 36       | 4       | 0               | 7          | 478   | 1217 |